# Хейрабад (Коміджан)
Хейрабад (перс. خيراباد) — село в Ірані, у дегестані Хосров-Бейк, у бахші Міладжерд, шахрестані Коміджан остану Марказі. За даними перепису 2006 року, його населення становило 63 особи, що проживали у складі 14 сімей.

## Клімат
Середня річна температура становить 12,14°C, середня максимальна – 31,88°C, а середня мінімальна – -12,14°C. Середня річна кількість опадів – 288 мм.
| Клімат поселення                              | Клімат поселення | Клімат поселення | Клімат поселення | Клімат поселення | Клімат поселення | Клімат поселення | Клімат поселення | Клімат поселення | Клімат поселення | Клімат поселення | Клімат поселення | Клімат поселення | Клімат поселення |
| Показник                                      | Січ.             | Лют.             | Бер.             | Квіт.            | Трав.            | Черв.            | Лип.             | Серп.            | Вер.             | Жовт.            | Лист.            | Груд.            |                  |
| Середній максимум, °C                         | 7,58             | 10,49            | 15,64            | 20,76            | 24,90            | 31,75            | 31,88            | 31,07            | 26,58            | 21,44            | 13,99            | 8,43             |                  |
| Середня температура, °C                       | −2,27            | 0,62             | 5,77             | 10,90            | 15,05            | 21,88            | 25,28            | 24,46            | 19,98            | 14,83            | 7,39             | 1,83             |                  |
| Середній мінімум, °C                          | −12,14           | −9,23            | −4,1             | 1,04             | 5,19             | 12,03            | 18,68            | 17,85            | 13,38            | 8,22             | 0,78             | −4,78            |                  |
| Норма опадів, мм                              | 44               | 36               | 48               | 40               | 35               | 7                | 1                | 1                | 1                | 10               | 25               | 40               |                  |
| Середньомісячна швидкість вітру, м/с          | 2.03             | 2.17             | 3.26             | 3.40             | 2.82             | 2.60             | 2.69             | 2.60             | 2.40             | 2.25             | 1.87             | 2.14             |                  |
| Середньомісячна сонячна радіація, кДж/м²·день | 8587             | 11808            | 14385            | 17865            | 22070            | 26786            | 25893            | 23826            | 20557            | 15015            | 10657            | 8545             |                  |
| --------------------------------------------- | ---------------- | ---------------- | ---------------- | ---------------- | ---------------- | ---------------- | ---------------- | ---------------- | ---------------- | ---------------- | ---------------- | ---------------- | ---------------- |
| Джерело:                                      |                  |                  |                  |                  |                  |                  |                  |                  |                  |                  |                  |                  |                  |